# Sânmihaiu German

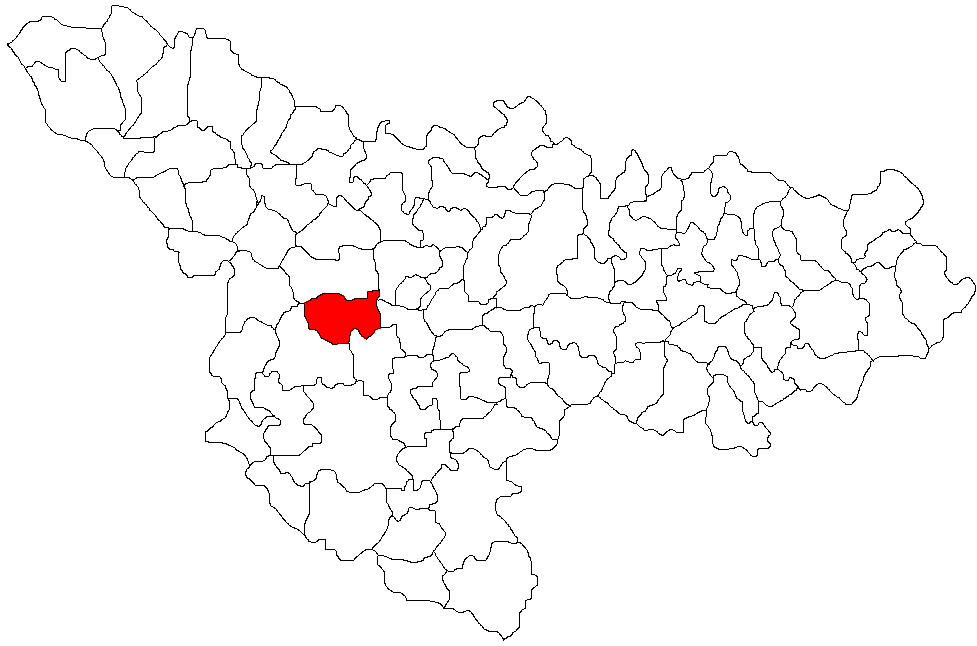
Lage der Gemeinde Sânmihaiu Român im Kreis Timiș

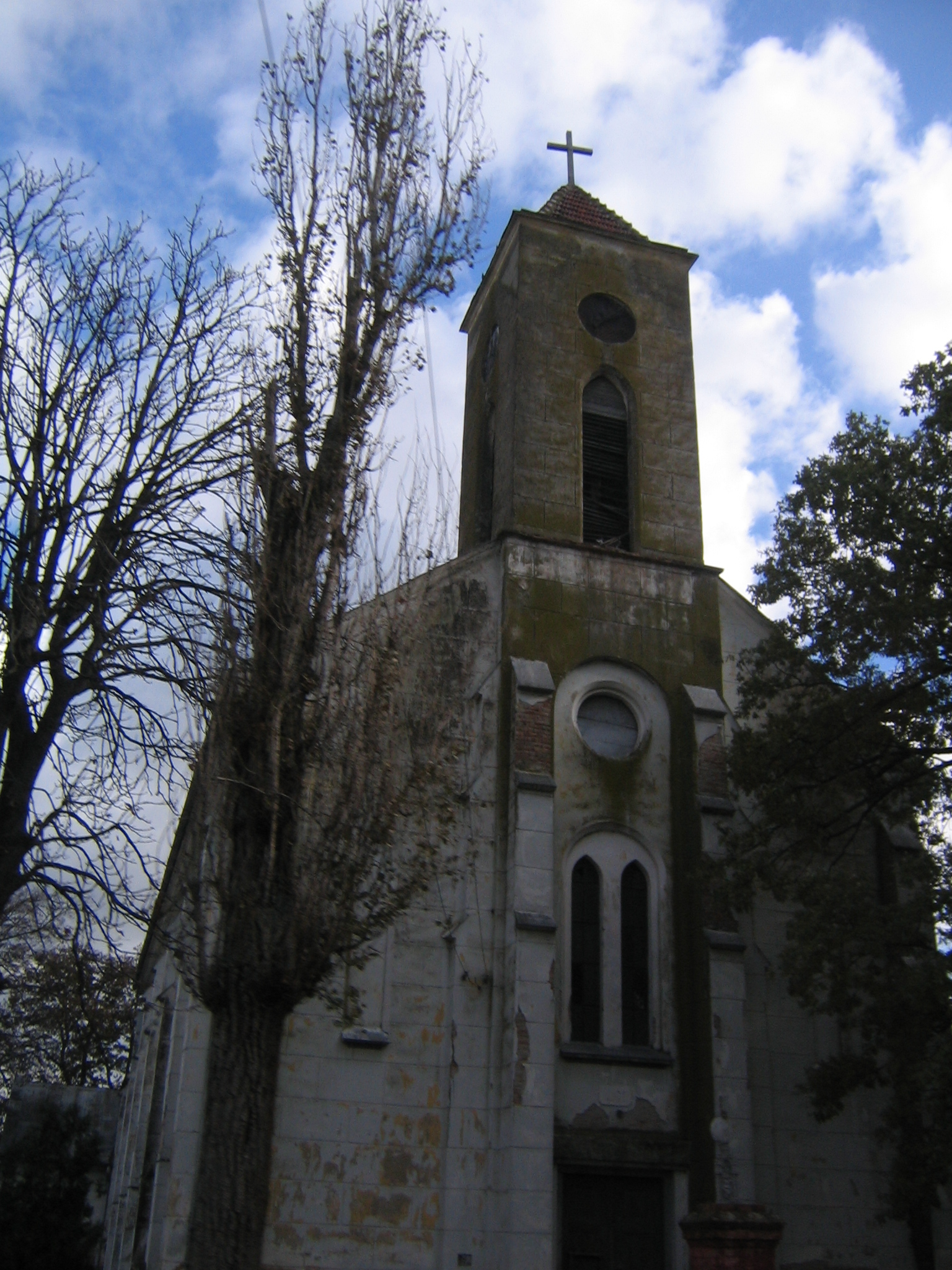
Römisch-katholische Kirche in Deutschsanktmichael

Sânmihaiu German (deutsch Deutsch-Sankt-Michael, Deutschsanktmichael, volkstümlich Zillasch, ungarisch Németszentmihály) liegt 20 Kilometer südwestlich von Timișoara und gehört zur Gemeinde Sânmihaiu Român, im Kreis Timiș, Banat, Rumänien.

## Lage
Sânmihaiu German befindet sich am linken Bega-Ufer und wird von der Landstraße Timișoara-Cenei durchquert.

## Nachbarorte
| Bobda | Beregsău Mare                               | Săcălaz         |
| Cenei | Kompassrose, die auf Nachbargemeinden zeigt | Sânmihaiu Român |
| Uivar | Diniaș                                      | Parța           |

## Etymologie und Geschichte
Urkundlich wurde der Ort erstmals in den päpstlichen Zehentlisten der Jahre 1333–1337 unter der Bezeichnung „Silas“ erwähnt. Für die Zeitspanne 1404–1463 erscheint der Ortsname „Szylas“ in der Geschichte der Stadt Velika Kikinda. Der gleiche Name ist auch in einem türkischen Steuerregister aus dem Jahr 1564 eingetragen. Im 15. Jahrhundert gehörte das Dorf zum Besitz der Adelsfamilie „Hagymas de Beregßo“. Für die Zeitspanne 1717–1753 sind die Bezeichnungen „Silas“, „Sylas“, „Szillas“, „Szyllasch“ und „Zylas“ nachgewiesen. In einem Schreiben vom 5. September 1768 heißt es, dass „Zylas“ sechzig Haushalte von Rumänen und Serben habe, die „geschoben“ (umgesiedelt) wurden.
Infolge des österreichisch-ungarischen Ausgleichs im Februar 1867 kam das Banat innenpolitisch unter ungarische Verwaltung. Es setzte eine gewaltige Magyarisierungswelle ein, die zu Beginn des 20. Jahrhunderts ihren Höhepunkt erreichte. Mit der deutschen Ortsgründung 1808 erhielt der Ort den Namen „Rauthendorf“, nach dem Ortsgründer Johannes Nepomuk Graf von Rauth. 1819 wurde die Ortsbezeichnung „Deutsch-Szent-Mihály“ eingeführt, zur Unterscheidung von der rumänischen Nachbargemeinde „Szent-Mihály“. Daraus resultierte die amtliche Bezeichnung „Deutschsanktmichael“, (ungarisch: „Németh Szent Mihály“, rumänisch: „Sânmihaiu German“). Im Sprachgebrauch der Ortsbewohner und ihrer Nachbarn bürgerte sich jedoch der Name „Zillasch“ ein.
Zillasch wurde als eine Tabakkolonie durch Binnenwanderung, d. h. durch Zuwanderung aus den benachbarten deutschen Gemeinden, gegründet. Eine Ortserweiterung fand durch Neuansiedlungen im Jahre 1837 statt.
Am 4. Juni 1920 wurde das Banat infolge des Vertrags von Trianon dreigeteilt. Der größte, östliche Teil, zu dem auch Deutschsanktmichael gehörte, fiel an das Königreich Rumänien. 1923 erhielt der Ort die amtliche Bezeichnung Sânmihaiu German.
Infolge des Waffen-SS Abkommens vom 12. Mai 1943 zwischen der Antonescu-Regierung und Hitler-Deutschland wurden alle deutschstämmigen wehrpflichtigen Männer in die deutsche Armee eingezogen. 
Noch vor Kriegsende, im Januar 1945, fand die Deportation aller volksdeutschen Frauen zwischen 18 und 30 Jahren und Männer im Alter von 16 bis 45 Jahren zur Aufbauarbeit in die Sowjetunion statt.
Das Bodenreformgesetz vom 23. März 1945, das die Enteignung der deutschen Bauern in Rumänien vorsah, entzog der ländlichen Bevölkerung die Lebensgrundlage. Der enteignete Boden wurde an Kleinbauern, Landarbeiter und Kolonisten aus anderen Landesteilen verteilt. Anfang der 1950er Jahre wurde die Kollektivierung der Landwirtschaft eingeleitet. 
Durch das Nationalisierungsgesetz vom 11. Juni 1948, das die Verstaatlichung aller Industrie- und Handelsbetriebe, Banken und Versicherungen vorsah, fand die Enteignung aller Wirtschaftsbetriebe unabhängig von der ethnischen Zugehörigkeit statt.
Da die Bevölkerung entlang der rumänisch-jugoslawischen Grenze von der rumänischen Staatsführung nach dem Zerwürfnis Stalins mit Tito und dessen Ausschluss aus dem Kominform-Bündnis als Sicherheitsrisiko eingestuft wurde, erfolgte am 18. Juni 1951 die Deportation „von politisch unzuverlässlichen Elementen“ in die Bărăgan-Steppe unabhängig von der ethnischen Zugehörigkeit. Die rumänische Führung bezweckte zugleich den einsetzenden Widerstand gegen die bevorstehende Kollektivierung der Landwirtschaft zu brechen. Als die Bărăganverschleppten 1956 heimkehrten, erhielten sie die 1945 enteigneten Häuser und Höfe zurückerstattet. Der Feldbesitz wurde jedoch kollektiviert.

## Heilbad
1977 wurden in Sânmihaiu German anlässlich von Erdölbohrungen Thermalquellen mit Heilwasser in einer Tiefe von 2.400 Meter entdeckt. Anfangs sollte das Wasser für Fernheizung genutzt werden, dann stellte sich jedoch heraus, dass das stark jod- und chlorhaltige Wasser heilende Wirkung vor allem bei rheumatischen Beschwerden hatte. Da das Wasser mit 60–70 °C viel zu heiß war, wurde es auf 38–40 °C gekühlt.
1985 wurde das „Zillascher Heilbad“ eröffnet. In der Nähe der sieben Jahre zuvor entdeckten Thermalquelle wurde ein Kurbad errichtet. Die Anlage, die durch freiwillige Arbeit von einigen Dorfbewohnern entstanden ist, bestand aus einem 25 × 17 Meter großen und 1,30 bis 1,70 Meter tiefen Schwimmbecken.
Nach der Revolution von 1989 ging „Tomislav Radulov“ ein Wagnis ein. Er pachtete das Heilbad auf 49 Jahre und investierte 300.000 Euro in das Thermalbad. Damit das Bad auch im Winter genutzt werden kann, baute er ein überdachtes Schwimmbecken. Danach vergrößerte er den Außenbereich des Strandbades und baute Hütten für Übernachtung und Unterkunft. Das Experiment ging auf, täglich besuchen mehr als 400 Leute das Thermalbad, am Wochenende sind es mehr als 2.000 und dies das ganze Jahr hindurch, sowohl im Sommer als auch im Winter. Das Bad wird zur Kur und zur Erholung genutzt.
In den letzten Jahren fand ein regelrechter Bauboom in Sânmihaiu German statt. Die Nähe zu Temeswar, das neue Thermalbad, die Möglichkeit zu Therapie- und Erholung, machen den Standort attraktiv.

## Demografie
Die deutsche Bevölkerung bildete in Deutsch-St.-Michael bis zum Zweiten Weltkrieg immer die Mehrheit der Ortsbewohner. Die höchste Einwohnerzahl hatte das Dorf um das Ende des 19. Jahrhunderts; 1910 hatten die 1111 Deutschen einen Bevölkerungsanteil von über 95 Prozent. Dieses Verhältnis blieb auch in den nächsten 20 Jahren erhalten. Im November 1940 wurden im Ort 1446 Deutsche gezählt.
| 1880 | 1407 | 14  | 9  | 1361 | 23 |
| 1910 | 1162 | 9   | 20 | 1111 | 22 |
| 1930 | 1162 | 46  | 4  | 1107 | 5  |
| 1977 | 742  | 358 | 3  | 379  | 2  |
| 2002 | 733  | 663 | 14 | 49   | 7  |

## Persönlichkeiten
- Walter Engel (* 1942), Literaturwissenschaftler, Dozent, Publizist und Stiftungsdirektor